# Google Покупки
Google Покупки (ранее Froogle) — сервис Google, созданный Крейгом Невилл-Мэннингом для поиска продуктов по онлайн магазинам и сравнения цен между различными предложениями.
С самого начала сервис предоставлял лишь список цен, утверждённых продавцами и монетизировался через AdWords как и остальные сервисы Google. Однако, в мае 2012 года Google выразила желание к концу 2012 года перейти на модель покупок мест, где продавцы должны платить за то, чтобы их списки были на сайте.

## История
Сервис был основан Крейгом Невилл-Мэннингом и запущен в декабре 2002. Froogle отличался от большинства других поисков по товарам тем, что использовал технологии Google для индексации данных о продукте прямо с сайтов продавцов. Как и Поиск Google, Froogle монетизировался при помощи AdWords.
После ребрендинга в «Google Product Search», сервис был изменён в сторону бо́льшей интеграции с поиском Google. Объявления отсюда теперь могли появляться и рядом с результатами поиска.

### Использование системы купленных мест
Наряду с объявлением о немедленном ребрендинге в «Google Shopping» 31 мая 2012 года, Google анонсировала к концу 2012 года также ввести систему «pay-to-play», где продавцы должны были платить Google за то, чтобы их списки товаров появились в сервисе, причём учитывалась релевантность и сумма оплаты. Google оправдала этот шаг тем, что «людям нужно показывать лучшие результаты поиска, помогая соединять продавцов с нужными клиентами».
Эти изменения оказались спорными — небольшие предприятия высказали недовольство тем, что теперь они не могут конкурировать с большими компаниями, позволяющими себе огромный бюджет на рекламу. Bing от Microsoft сразу же в ответ запустили рекламную кампанию, известную как «Scroogled», называемую Google как «практика обманной рекламы», так как пользователи начали пользоваться сервисом «Bing Shopping».
Google также рассказала о планах интеграции Google Каталоги и Google Покупки.

## Именование
Изначально сервис Google Покупки был назван «Froogle», как созвучное слову «frugal» (с англ. — «экономный»). 18 апреля 2007 года сервис поменял название на «Google Product Search». Название было изменено из-за опасений неверной интернационализации, так как люди не могли понять, в чём был смысл сервиса по его названию. Также были проблемы с товарным знаком — конкурирующей на это название компанией. 31 мая 2012 сервис был переименован в «Google Shopping». Ссылка froogle.com стала перенаправлением на новый сайт.

## Сервис вне штатов
Кроме США, сервис также доступен других странах.